# LRE
LRE (Laser Reflecting Equipment) は、宇宙開発事業団 (NASDA) が2001年に打ち上げたレーザ測距装置。H-IIAロケット1号機の軌道計測に使用された。

## 計画
直径51 cmの球形で、重量は87 kg。衛星の表面には「コーナー・キューブ・リフレクタ」が126個、緩い曲面の鏡が24枚張り付けられている。性能確認用ペイロード2型（VEP-2, Vehicle Evaluation Payload-2）に取り付けられ、打上げから約40分後にばねによって分離する。
LREの観測は、レーザ測距の国際的な組織である国際レーザー測距事業 (ILRS) に参加している通信総合研究所およびフランスのコートダジュール観測所との協力で行い、これらのデータを使用してNASDAがLREの軌道決定、評価を行う。
なお、VEP-2には軌道計測用のドップラ測距装置（DRE, Doppler Ranging Equipment）も取り付けられていたが、LREによるデータはこのDREによる軌道計測より精度が高い。

## 打上げとその後
2001年8月29日に種子島宇宙センターからH-IIAロケット1号機で打ち上げられた。打上げから約40分後、VEP-2から分離し静止トランスファ軌道に投入された。
2001年10月のNASDAプレスリリースにはレーザによるLREの観測が実現しなかったと報告されており、事前資料にはレーザ側距まで3週間程度を目処としている、とあることから計画していたLREの観測は失敗したと推測される。しかし、ドイツ応用物理学研究所（FGAN）の電波レーダと美星スペースガードセンターの光学観測によるLREの観測が成功しており、これらの情報からLRE軌道データが測定されている。